# 2-3-2К
2-3-2К (тип 2-3-2 Коломенского завода; заводское обозначение — П12) — опытные советские скоростные  паровозы типа 2-3-2, спроектированные и построенные в 1937—1938 годах на Коломенском заводе. Предназначались для вождения курьерских поездов. Железнодорожной серии данные паровозы не получили, 2-3-2К — основное их обозначение в литературе, в том числе и справочниках по локомотивному парку.

## Предыстория

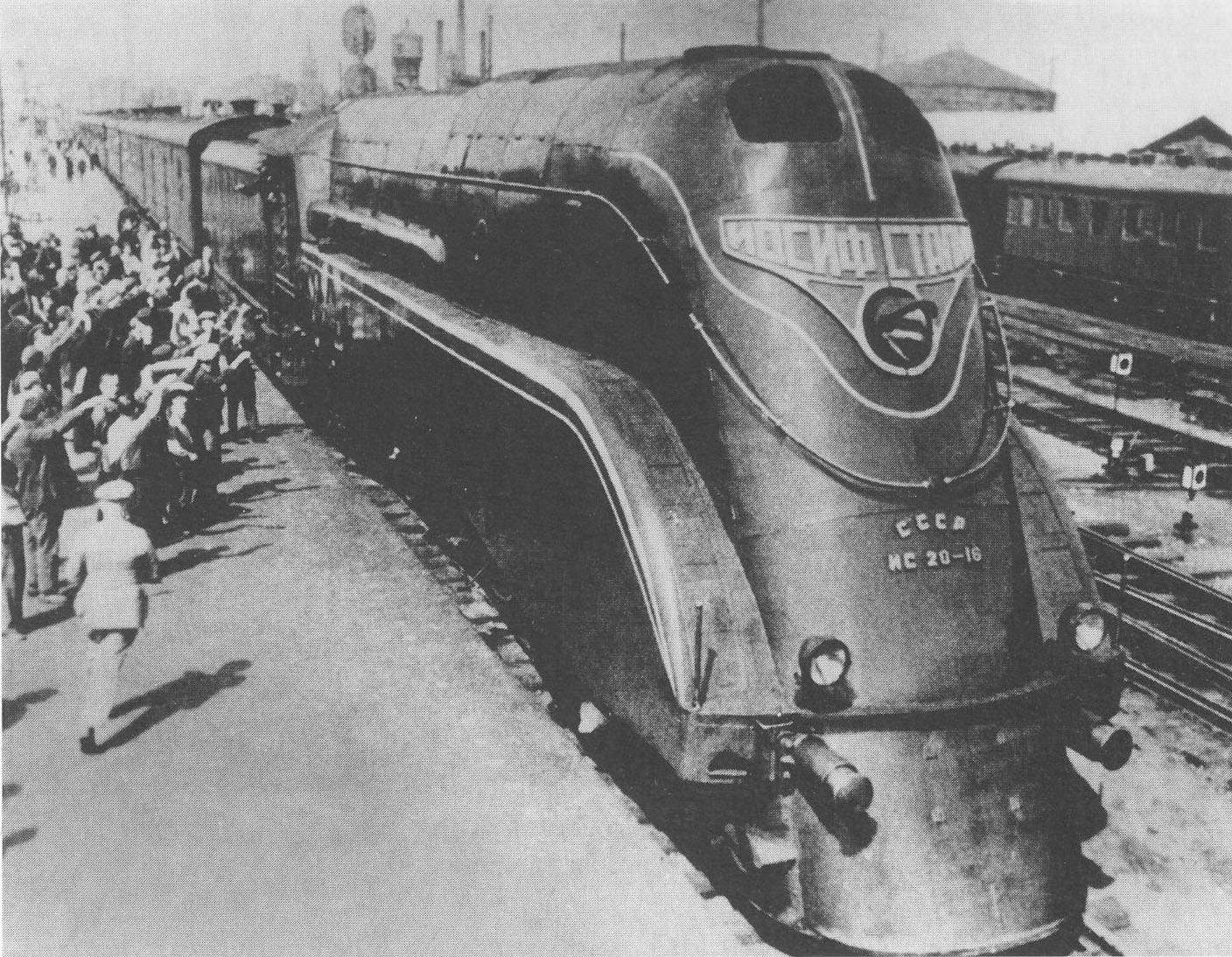
Паровоз ИС20-16. 1937

К 1930-м годам на советских железных дорогах требовалось значительно повысить скорости движения пассажирских поездов. Паровоз Су с его максимальной скоростью в 125 км/ч и мощностью в 1500 л. с. уже не мог удовлетворять этим требованиям. Хотя у появившегося в 1932 году паровоза серии ИС мощность доходила до 3200 л. с., но и он не мог повысить скоростей движения. В 1930-е годы НИИЖТ совместно с Московским авиационным институтом провели комплексные испытания модели локомотива в аэродинамической трубе. По результатам этих исследований в 1937 году Ворошиловградский завод выпустил паровоз ИС20-16 с кожухом-обтекателем. При испытаниях данный паровоз развил скорость в 155 км/ч.

## Проектирование и постройка
В 1934 году на Коломенском заводе были выполнены эскизные проекты скоростных паровозов — типа 2-3-1 с колосниковой решёткой площадью 5 м² и типов 1-3-2 и 2-3-2 с колосниковой решёткой площадью 6,5 м². Коллектив завода выбрал тип 2-3-2 и к 1936 году был разработан проект нового скоростного паровоза с диаметром колёс 1850 мм (как у паровозов Су и ИС) и конструкционной скоростью 130 км/ч. В разработке проекта принимали участие и такие инженеры, как Щукин М. Н.  и Лебедянский Л. С. В дальнейшем диаметр колёс у проектируемого паровоза увеличили до 2000 мм, а конструкционную скорость — до 150 км/ч. После завод заключил договор с НКПС на изготовление двух опытных паровозов и к 7 ноября 1937 года изготовил первый из этих локомотивов (№ 1).

## Конструкция
Для снижения сопротивления воздуха паровоз был покрыт обтекаемым кожухом, что позволило снизить общее сопротивление движению примерно на треть. Все буксовые подшипники (кроме букс движущих осей) были роликовыми, а в буксах движущих осей и в шарнирах парораспределительного механизма использовалась твёрдая смазка, что также позволило снизить сопротивление движению и улучшить условия эксплуатации. Для снижения веса, котёл был выполнен без камеры догорания, колёсные центры были выполнены из двух дисков, а поступательно движущиеся части паровой машины изготовлялись из легированной стали с помощью ковки. При изготовлении паровоза широко использовалась сварка. Для повышения безопасности движения тормозами были оборудованы все оси локомотива, что увеличило тормозной коэффициент вдвое.
К 1 мая 1938 года Коломенский завод выпустил второй паровоз этого типа (№ 2), который отличался от первого пароперегревателем: на первом был установлен опытный широкотрубный пароперегреватель Л40, а на втором — мелкотрубный «Элеско-Е», который использовался на паровозах ФД и ИС. Кроме того, у второго паровоза были дополнительно на кожухе установлены дымоотбойные щиты. В 1940 году на оси задней тележки паровоза № 1 был установлен бустер, что позволило увеличить силу тяги при трогании с места, а также повысить скорость движения на подъёмах до 50-55 км/ч.
Планировалась постройка ещё 10 локомотивов этого типа для Октябрьской железной дороги, но война помешала это осуществить.

## Эксплуатация
Опытные поездки новых локомотивов проходили на линии Москва — Ленинград. 24 апреля 1938 года при следовании одиночного паровоза была достигнута скорость в 160 км/ч, а 29 июня на участке Лихославль — Калинин один из паровозов с поездом в 14 осей (4 вагона) развил скорость в 170 км/ч.
Летом того же года Научно-исследовательский институт железнодорожного транспорта провёл тягово-теплотехнические испытания паровоза № 1, а также путевые и динамические испытания паровоза № 2. Было выяснено, что при скорости 149 км/ч паровоз № 1 развивал мощность 3070 л. с., а расход пара всего 6,7 кг/(л. с.•ч) — меньше, чем у всех ранее построенных паровозов. Также результаты испытаний показали, что пароперегреватель типа Л40 значительно лучше повышает теплотехнические качества паровоза, нежели «Элеско».
После окончания испытаний паровозы типа 2-3-2 Коломенского завода поступили на Октябрьскую железную дорогу для регулярной эксплуатации. Паровозы работали по расписанию, составленному для паровозов серии Су, что не позволяло полностью использовать их максимальную скорость, а, следовательно, и мощность. В связи с этим, у паровозов типа 2-3-2 и расход топлива на единицу работы был больше, чем у паровозов Су, на 12 %. Новые локомотивы давали возможность доставлять экспресс «Красная стрела» из Ленинграда в Москву и обратно за 8 часов (время хода поезда с паровозом Су — более 11 часов), а скорых — за 10 часов. Известен случай, когда поезд «Красная стрела», ведомый паровозом типа 2-3-2, прошёл участок Бологое—Москва (331 км) за 3 часа, наверстав тем самым двухчасовое опоздание. Всего за 1938—1940 годы оба паровоза прошли по 170 тысяч км.

## Интересные факты
- На заставке кинокомпании «Красная стрела» присутствуют оба скоростных паровоза Коломенского завода, которые окрашены в красный цвет.